# Jan Čáka
Jan Čáka (12. června 1929, Praha – 2. září 2018, Příbram, skautskou přezdívkou Bažant) byl český výtvarník, spisovatel a skaut. Ve svém grafickém a literárním díle zachycoval minulost a současnost Příbrami a okolí. Zabýval se rovněž kulturním místopisem Brd a Povltaví a osobou Karla Hynka Máchy.

## Životopis
Narodil se v Praze, rodiče se vrátili do Příbrami v roce 1941. Čákovi předkové však žili na Březových Horách, které tehdy nebyly součástí Příbrami, nýbrž samostatným městem, již na začátku 19. století. V roce 1943 začal studovat Veřejnou obchodní školu v Příbrami, po jejím uzavření o rok později byl nasazen na práci na příbramském nádraží. Po skončení války školu dokončil a do roku 1948 pracoval v Obchodním družstvu Plzeň. V červnu téhož roku složil přijímací zkoušku do druhého ročníku Státní grafické školy v Křižovnické ulici v Praze se zaměřením na obor užitá grafika a knižní ilustrace. Studoval u profesora Jaroslava Vodrážky a později u profesora Petra Dillingera. Po absolvování školy a vykonání základní vojenské služby nastoupil roku 1953 jako kartograf u národního podniku Jáchymovské doly v Příbrami, později přejmenovaném na Uranové doly Příbram. V té době se již intenzivně věnoval grafické práci. Roku 1967 se stal členem Svazu československých výtvarných umělců. Od tohoto roku působil ve svobodném povolání s výjimkou krátkého období let 1968–1969, kdy pracoval na částečný úvazek v Hornickém muzeu v Příbrami.
Od mládí působil Čáka ve skautském hnutí. Angažoval se v něm i v době jeho krátkodobého obnovení v roce 1968. Jeho příručka Junácká symbolika byla v roce 1970 dána do stoupy. Za účast na ilegálních skautských akcích byl Čáka za normalizace sledován Státní bezpečností. Měl proto potíže s publikováním. Existenční problémy řešil grafickými pracemi do sborníků ze sympozií Hornická Příbram ve vědě a technice. Překážky v publikačních možnostech pro Čáku ukončil rok 1989. V roce 2008 byl oceněn medailí za rozvoj Středočeského kraje, roku 2009 byl jmenován čestným občanem města Příbramě.
Čákovy zásluhy o popularizaci Brd literárním a výtvarným dílem nalezly odraz v pojmenování vyhlídkového místa poblíž vrchu Praha jeho jménem: Čákova vyhlídka (49°39′16″ s. š., 13°48′58″ v. d.). Janu Čákovi je věnována kniha Střední Brdy.
Jan Čáka zemřel 2. září 2018 v příbramské nemocnici.

## Dílo

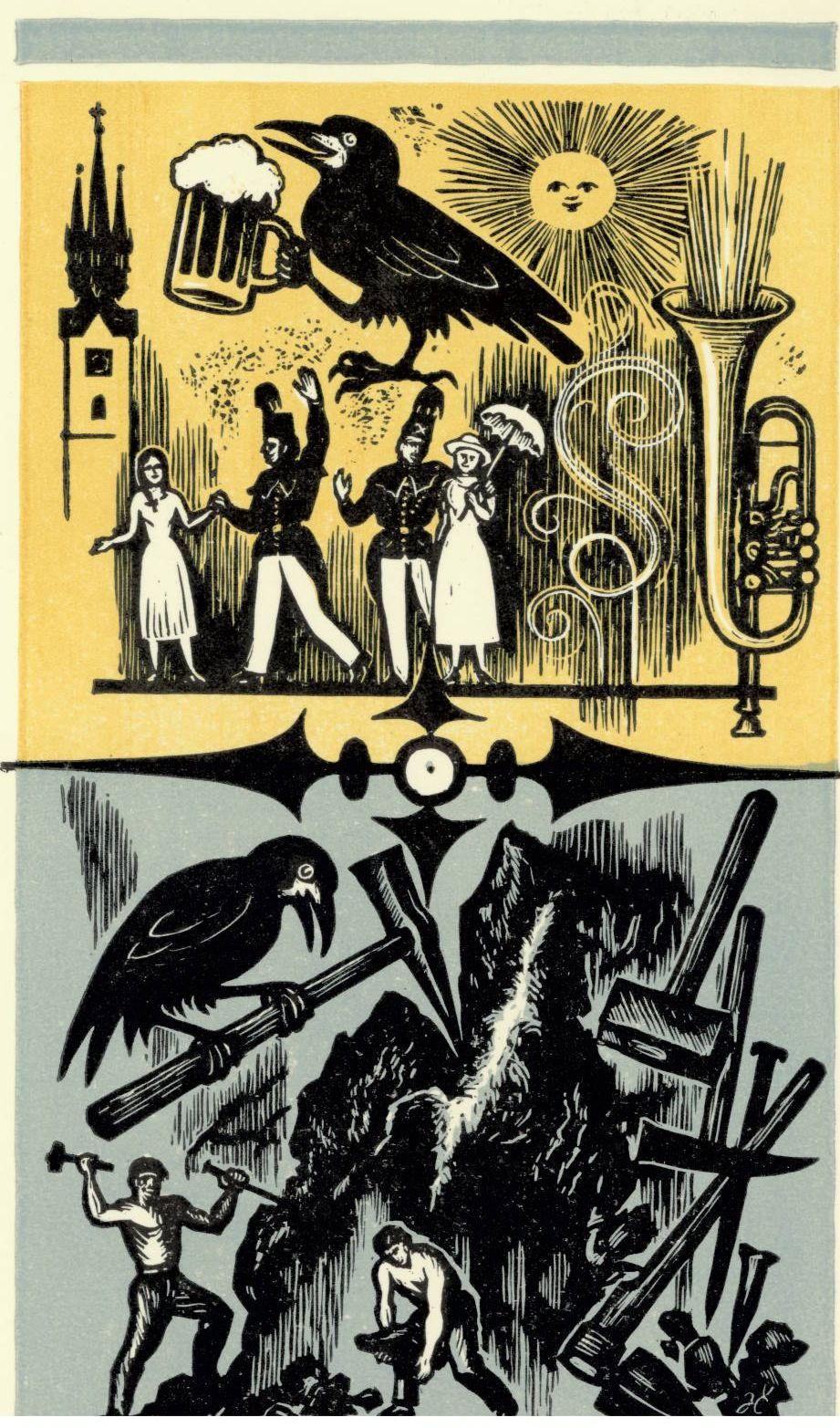
Jan Čáka, Vy havrani umazaní...

Čákovu tvorbu lze rozdělit do tří oblastí: grafické, literární a medailérské. V grafické tvorbě nejčastěji používal vyškrabovací techniku, dále pak dřevoryt, lept a mědiryt. Námětově je spjata s jeho tvorbou literární a tvoří s ní celek. Vydal přes 30 knih a drobnějších publikací, všechny své knihy si Čáka ilustroval sám. Náměty jeho knížek, stejně tak jako grafických listů, jsou především město Příbram a Brdy. Na Čákových grafických listech ožívají již neexistující partie Příbrami, nahrazené po roce 1945 novou výstavbou související s těžbou uranu. Podobu předválečné Příbrami zachytil Čáka na množství fotografií, z nichž byl knižně vydán výběr. Čáka pojímal předmět svého zájmu komplexně. Literárně i výtvarně zachycoval etnografické stránky života na Příbramsku v minulosti, písně, pověsti a zejména hornickou tradici ale i další oblasti jako např. cvočkařství.
Zajímal se o heraldiku a svůj zájem zhodnotil v Civitates montanarum in republica Bohemoslovenica, souboru 120 grafických listů s vyobrazením československých horních měst a jejich znaků. Je autorem 14 znaků a praporů středočeských obcí schválených Parlamentem České republiky.
Historické motivy znázorňoval rovněž ve své práci medailérské. Podle jeho návrhů bylo dosud vyraženo 21 medailí. Podle Čákových návrhů byla vyzdobena hala příbramské Investiční a poštovní banky a zasedací sál příbramské radnice.
Vedle literární a výtvarné činnosti jsou významné i další aktivity autora:
- Vedení skautského oddílu v dobách, kdy Skaut nebyl během jeho života zakázán
- Neúnavné redigování, psaní a ilustrování skautských časopisů v šedesátých letech a navazující neoficiální vzdělávání v sedmdesátých letech.
- Vytvoření Brdské vločky počátkem šedesátých let, která se vžila jako symbol Brd. Název ovšem vznikl neformálně až při jejím používání.
- Obnovení povědomí o Fabiánovi, jako strážci Brd.
- Návrh 100km trasy po Brdech se záměrem propagovat putování po Brdech. Aktualizovaná verze i původní návrh je zveřejněn pod názvem Čákova stezka.
- Rozsáhlá spolupráce s muzejními institucemi Podbrdska a Českého krasu, které dodnes využívají jeho obrázky i texty.
- Spolupráce s organizacemi ochrany přírody a propagace turismu. I dnes po desetiletích od vytvoření obrázků na ně lze v krajině narazit. Mnohdy se staly „anonymními“ obrázky, které jsou hojně používány. Podobně, jako se to stalo s Brdskou vločkou.

### Samostatné knižní publikace
- Po Brdech se chodí pěšky, Praha 1969
- Junácká symbolika, Praha 1970, 1990, ISBN 80-7032-876-2
- Cesta na severovýchod, Praha 1971
- Poutník Mácha, Praha 1975, Příbram 2006, ISBN 80-902362-9-4
- Brdské toulání, Praha 1983
- Toulání po Brdech, Praha 1986, 1999, 2010, ISBN 978-80-204-2360-3
- Podbrdskem od městečka k městu, Beroun 1988, Praha 2001, ISBN 80-7185-400-X
- Zmizelá Vltava, Praha 1996, 2002, ISBN 80-7185-491-3
- Obrázky z Podbrdska, Beroun 1997, ISBN 80-85642-26-3
- Kráčím starou Příbramí, Praha 1998, ISBN 80-902362-1-9
- Střední Brdy - krajina neznámá, Praha 1998, ISBN 80-204-0752-9 Albatros Media, Praha, 2. vyd. 2024, ISBN 978-80-204-6289-3
- Zmizelá Příbram starou flexaretou, Příbram 2002, ISBN 80-902362-6-X
- Příbramský rok, Příbram 2004, ISBN 80-902362-7-8
- Novoročenky do Listopadu, Praha 2007, ISBN 978-80-86937-30-4
- Cesty, krajiny, lidé, Příbram 2009, ISBN 978-80-87053-41-6

### Soubory tištěných grafických listů s textovým doprovodem

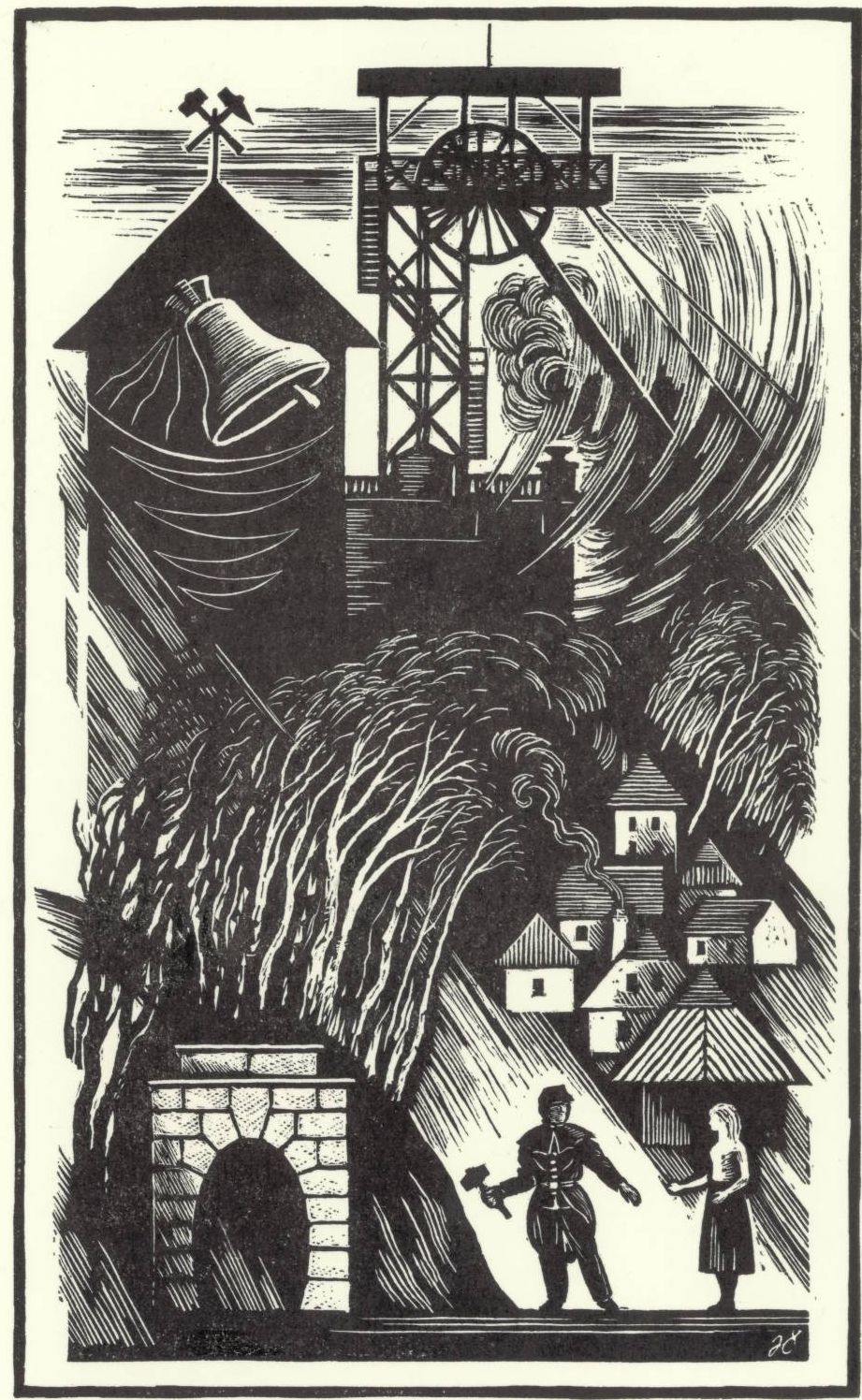
Jan Čáka: Již opět z věže zaznívá...

#### Sborníky ze sympozií Hornická Příbram ve vědě a technice
- Technika českých a slovenských dolů v průběhu dějin (s Jiřím Majerem), Příbram 1971
- Poezie hlubin, Příbram 1974
- Civitates montanarum in republica Bohemoslovenica (Horní města v Československu), desetidílný soubor obsahující 120 grafických listů s vyobrazením československých horních měst a jejich znaků, Příbram 1977–1987
- O příbramských havířích, Příbram 1978
- Dvanáct měsíců v hornické krajině, Příbram 1983
- Z dějin Vysoké školy báňské v Příbrami (s Jiřím Majerem), Příbram 1984
- Zmizelá Příbram, Příbram 1986
- Současná Příbram, Příbram 1987

#### Ostatní publikace a vydaná grafika (výběr)
- Hornické tradice v Brdech, Příbram 1966
- Příbramské lidové písně, popěvky a říkánky, Příbram 1971
- Březové Hory: soubor 10 grafických listů, Příbram 1979
- Příbramská zákoutí, Příbram 2009, ISBN 978-80-86937-34-2
- Autor jedné kapitoly a řady obrázků: Cílek, Václav, a kol.: Střední Brdy. Ministerstvo zemědělství ČR, Ministerstvo životního prostředí, ČSOP Příbram, a Kancelář pro otázky ochrany přírody a krajiny Příbram, Příbram, 2005. 376s. ISBN 80-7084-266-0